# Гросенготтерн
Гросенготтерн (нім. Großengottern) — громада в Німеччині, розташована в землі Тюрингія. Входить до складу району Унструт-Гайніх. Складова частина об'єднання громад Унструт-Гайніх.
Площа — 19,26 км2. Населення становить Невірний параметр metadata 16 064 018 ос. (станом на 31 грудня 2021).